# Àrea de proves nuclears de Punggye-ri
Punggye-ri (en coreà: 풍계리 핵실험장) és l'únic lloc de proves nuclears conegut a Corea del Nord. Es troba al municipi de Kilju, a la província de Hamgyŏng del Nord. En aquest emplaçament és on es van realitzar les proves nuclears nord-coreanes de 2006, 2009, 2013, 2016 i 2017.

## Geografia
Aquest lloc està situat en un terreny de muntanyes a 2 km al sur de Mantapsan, a 2 km del camp de concentració de Hwasong i a 12 km del municipi de la vila de Punggye-ri. Té visibles 3 túnels d'entrada.
La població més propera a l'emplaçament de proves subterrani nuclear és Chik-tong, un petit poble situat a 41° 16′ 00″ N, 129° 06′ 00″ E / 41.26667°N,129.10000°E. L'estació de tren de Punggye-ri es troba a 41° 07′ 51″ N, 129° 09′ 49″ E / 41.130833°N,129.163611°E. L'espai de proves nuclears de Punggye-ri es troba a 41° 16′ 47.87″ N, 129° 5′ 10.51″ E / 41.2799639°N,129.0862528°E.

## Història
El gener de 2013, Google Maps va actualitzar i incloure diverses ubicacions de la Corea del Nord. El 8 d'abril de 2013, Corea del Sud va observar activitat a Punggye-ri, el que suggeria que es preparava una quarta prova subterrània.
El 6 de gener de 2016, els mitjans estatals de Corea del Nord van anunciar que havien provat amb èxit una bomba d'hidrogen a l'emplaçament. Les imatges satèl·lit capturades per al lloc web 38North.org entre gener i abril de 2017 suggereixen que es preparava una nova prova nuclear que van dur a terme el 3 de setembre de 2017. Un túnel va col·lapsar a Punggye-ri després d'aquest prova nuclear i, segons algunes fonts, a les persones que treballaven a Punggye-ri se'ls va prohibir l'entrada a Pyongyang per possible contaminació radioactiva. Segons l'informe dels informadors, aproximadament el 80% dels arbres van morir i tots els pous subterranis es van assecar després de l'accident.